# PlantUML
PlantUMLはオープンソースのUMLダイアグラム作成用のテキストベースの言語である。PlantUMLの言語はドメイン固有言語の一例である。ダイアグラムの表示にはGraphvizを使用している。

## PlantUMLを使用するアプリケーション
PlantUML.com はクラウド上でダイアグラムを生成する。PlantUMLには、ほかにも様々な拡張機能がある。
- Confluence にはPlantUMLのプラグインが存在する。このプラグインはページをリロードする間に即座にダイアグラムを描画する。Confluence Cloud向けに追加のPlantUML plug-inが存在する。
- Doxygen は \startuml コマンド以降に書かれたソースのダイアグラムを統合する。
- Eclipse にはPlantUML plug-inがある。
- Google DocsはPlantUML GizmoというPlantUML.comを扱うアドオンがある。
- IntelliJ IDEA はプラグインを用いることでダイアグラムの作成と表示ができる。
- LaTeXはPGF/TikZパッケージでPlantUMLの部分的なサポートがされる。
- MediaWikiはSVGあるいはPNGで描画するPlantUML plug-inがある。
- LibreOfficeには、Libo_PlantUMLという拡張機能がある。これを利用するとWriter上で記述してダイアグラムが生成できる。
- Microsoft Wordは PlantUML Gizmo というVisual Studio Tools for Office（英語版） add-in を用いることでPlantUMLダイアグラムを使用できる。
- NetBeansはPlantUML plug-inがある。

## テキストとUMLの対応
PlantUMLは整形され、人間に読むことのできるコードをダイアグラムの描画に用いている。
PlantUMLは様々な形式のダイアグラムをサポートし、レイアウトを明確にする必要がない。もし必要があればダイアグラムの修正を行うことも可能である。

## 例
Facade パターンのUMLクラス図の例を以下に示す。
```
skinparam
 
style
 
strictuml

class
 
Façade
 
{

 
doSomething
()

}

Façade
 
.
>
 
package1
.
Class1

Façade
 
.
>
 
package2
.
Class2

Façade
 
.
>
 
package3
.
Class3

Client1
 
.
>
 
Façade
 
:
 
doSomething
()

Client2
 
.
>
 
Façade
 
:
 
doSomething
()

note
 
as
 
N2

doSomething
()
 
{

  
Class1
 
c1
 
=
 
newClass1
();

  
Class2
 
c2
 
=
 
newClass2
();

  
Class3
 
c3
 
=
 
newClass3
();

  
c1
.
doStuff
(
c2
)

  
c3
.
setX
(
c1
.
getX
());

  
return
 
c3
.
getY
();

}

end
 
note

Façade
 
..
 
N2

```